# Відкритий урок
«Відкритий урок» — українська короткометражна з альманаху "Поза Євро" про українську міліцію напередодні Євро-2012. Це мила замальовка про українських міліціонерів, які напередодні «Євро» вчать англійську мову.

## Інформація

### Опис
Країна чекала і боялася Євро-2012. Готувалася як могла і як розуміла. Але чи стане уроком для України те, що відбувалося в літні дні 2012 року? Якою Ви знаєте нашу міліцію? Власною, суворою, самозадоволеною і, навіть, жорстокою. Але чи бачили ви охоронців порядку розгубленими, збентеженими і невпевненими? Як готувалися наші правоохоронці до Євро 2012, і які уроки вони отримали? Про це фільм.
Документальний альманах-лабораторія був натхненний чемпіонатом Євро-2012. Тим не менш, це фільм не про футбол. Логлайн — "Українська міліція – це сучасна європейська міліція! За будь-яку ціну!" (І наголос тут - саме "За будь-яку ціну!" У всіх розуміннях. :))

### Знімальна команда
- Режисер — Наталія Машталер,
- Сценарій — Наталія Машталер,
- Оператор — Олександр Машталер,
- Звукорежисер — Олександр Машталер, Наталія Машталер,
- Монтаж — Наталія Машталер, Олександр Машталер,
- Продюсер — Геннадій Кофман, Світлана Зінов’єва,
- Компанія-виробник — «Магікафільм», Inspiration Films,
- Міжнародні права — Державне агентство України з питань кіно[1]

### Відгуки
У «Відкритому уроці» продемонстровано безліч впізнаваних зразків місцевої людності, яка практично ніколи не потрапляє на кіноекран, хоча саме вона і складає більшість українців.

### Відзнаки
- Міжнародний фестиваль документального кіно про права людини Docudays UA[2] (Україна) 22-28.3.2013.
- Київський міжнародний фестиваль документальних фільмів «Кінолітопис» (Україна) 21-25.5.2013.
- Краковський фестиваль фільмів (Польща) 26.5-02.06.2013.
- Russian Elementary Cinema (Україна) 30-31.5.2013.
- CologneOFF - міжнародний фестиваль відеоарту (Німеччина) 9.2013.
- Севастопольський міжнародний Фото-Відео фестиваль (Україна) 27-31.08.2013
- Криворізький фестиваль "Кіно під зірками" (Україна) 05-07.09.2013
- Ризький міжнародний фестиваль короткометражних фільмів "2ANNAS" (Латвія) 21-27.10.2013
- Київський міжнародний фестиваль "Молодість" (Україна) 19-27.10.2013
- Ozu Film Festival - (Італія) 15-24.11.2013
- "8 Марта" - міжнародний фестиваль жіночого документального кіно (Росія) 08-21.03.2014
- Люблянский міжнародний фестиваль короткометражних фільмів (Словенія) 11-13.03.2014
- World Film Festival - (Естонія)15-22.03.2014
- FIFES - кінофестиваль сміху (Хорватія) 11-12.04.2014
- Cinema Perpetuum Mobile - (Білорусь) 11.04-01.05.2014
- Pärnu Film Festival - (Естонія) 14-28.07.2014